# Neurose de guerra

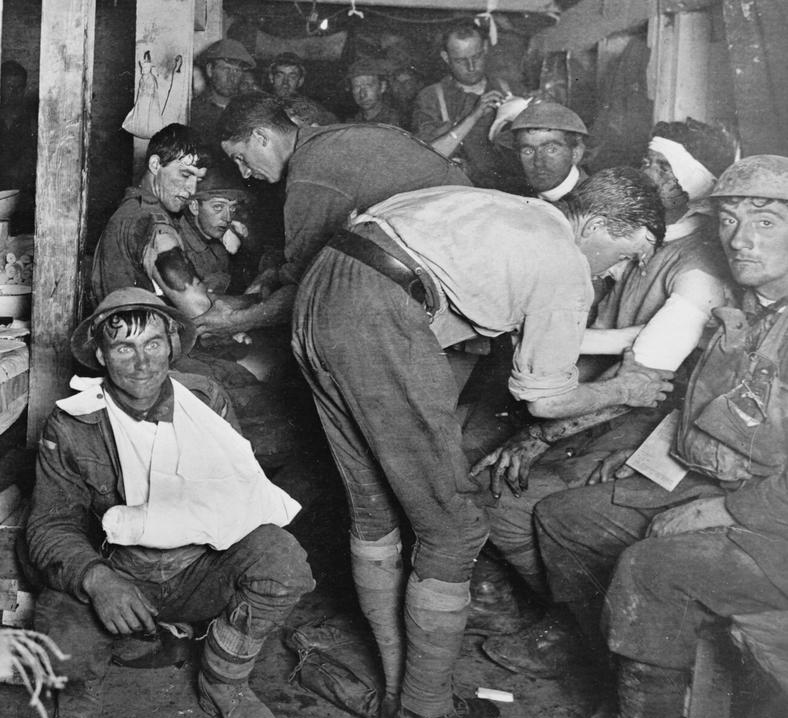
Soldado no canto inferior esquerdo exibindo um característico olhar de mil jardas, associado à neurose de guerra

Neurose de guerra é um termo usado nas forças armadas para descrever uma desorganização comportamental aguda vista pela equipe médica como resultado direto do trauma de uma guerra. Também conhecida como "fadiga de combate" ou "fadiga de batalha", tem alguma sobreposição com o diagnóstico de reação aguda ao estresse usado na psiquiatria civil. Ele está historicamente ligado ao choque da bomba e às vezes pode preceder o transtorno de estresse pós-traumático. Segundo Sarah Chaney, especialista do Centro para a História das Emoções, da Queen Mary University de Londres, no Reino Unido, pessoas com neurose de guerra tem "espasmos estranhos. E, com frequência, perdem a capacidade de ver e escutar - embora não tivessem nenhum problema físico que limitasse visão e audição".
Na Primeira Guerra Mundial, a neurose de guerra era freqüentemente confundida como uma covardia diante do inimigo. Alguns estudos preliminares foram realizados naquela época, mas foi só depois da Segunda Guerra Mundial que especialistas dos países aliados conseguiram conceituar a fadiga do combate como um tipo de trauma psicopatológico manifestado como uma neurose associada à exposição prolongada a mortes em massa, explosões, estrondos de metralhadoras, principalmente aqueles que prevaleciam constantes bombardeios, cenas chocantes, o ruído ambiente típico de uma batalha.